# PMR446

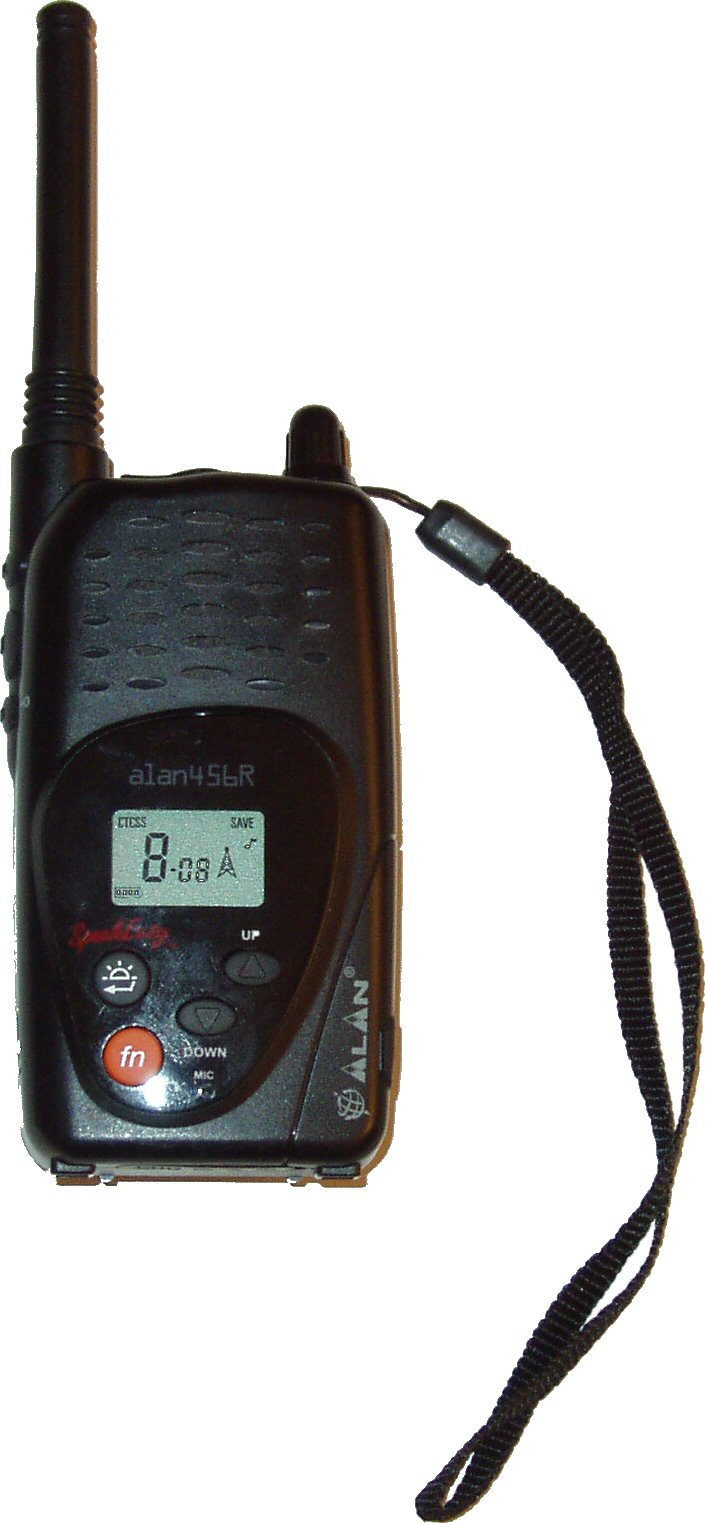
een PMR-zendontvanger.

PMR446 is een standaard voor draadloze communicatie. Het gaat hierbij om vergunningvrije, vaak kleine zendontvangertjes voor persoonlijk gebruik. De afkorting PMR staat voor Personal Mobile Radio en de toevoeging komt van de frequentie waarop de zendontvangers, of portofoons, werken: 446 MHz. Het vermogen van de zenders bedraagt maximaal 0,5 watt; het bereik in het open veld is hiermee in optimale omstandigheden 10 kilometer. In gebieden vol met bomen of gebouwen loopt deze afstand snel terug tot maximaal een kilometer. In bebouwd gebied is het bereik vaak niet meer dan 500 meter.
Portofoons voor PMR446 zijn via talloze kanalen verkrijgbaar (elektronicawinkels, grootgrutters, via het internet). De duurdere sets hebben CTCSS, waardoor verschillende groepen gebruikers die op dezelfde frequentie werken, minder last van elkaar hebben, omdat ze elkaars uitzendingen niet horen tenzij gebruikers uit verschillende groepen tegelijkertijd spreken en ze niet ver van elkaar verwijderd zijn.
Hoewel in de meeste landen van de Europese Unie PMR446 vergunningvrij, is de frequentie waarop de apparatuur werkt in de Verenigde Staten door de FCC uitgegeven aan radioamateurs, zodat de apparatuur daar uitsluitend door radiozendamateurs mag worden gebruikt.

## Techniek
In de oorspronkelijke standaard was slechts sprake van analoge kanalen. Sinds 2005 is ook een standaard voor digitale kanalen vastgelegd. In de standaarden EN 300 296-2, EN 301 166-1 en EN 301 166-2 zijn de technische eisen vastgelegd waaraan de apparatuur moet voldoen. De belangrijkste daarvan zijn hieronder samengevat.
| Analoog NBFM en digitaal TDMA  | Analoog NBFM en digitaal TDMA |             | Digitaal FDMA | Digitaal FDMA |
| PMR-kanaal / DMR Tier I kanaal | MHz                           | dPMR-kanaal | MHz           |               |
| ------------------------------ | ----------------------------- | ----------- | ------------- | ------------- |
| raster                         | 0,012 50                      | raster      | 0,006 250     |               |
| 1*                             | 446,006 25                    | 1*          | 446,003 125   |               |
| 2*                             | 446,018 75                    | 2*          | 446,009 375   |               |
| 3*                             | 446,031 25                    | 3*          | 446,015 625   |               |
| 4*                             | 446,043 75                    | 4*          | 446,021 875   |               |
| 5*                             | 446,056 25                    | 5*          | 446,028 125   |               |
| 6*                             | 446,068 75                    | 6*          | 446,034 375   |               |
| 7*                             | 446,081 25                    | 7*          | 446,040 625   |               |
| 8*                             | 446,093 75                    | 8*          | 446,046 875   |               |
| 9**                            | 446,106 25                    | 9*          | 446,053 125   |               |
| 10**                           | 446,118 75                    | 10*         | 446,059 375   |               |
| 11**                           | 446,131 25                    | 11*         | 446,065 625   |               |
| 12**                           | 446,143 75                    | 12*         | 446,071 875   |               |
| 13**                           | 446,156 25                    | 13*         | 446,078 125   |               |
| 14**                           | 446,168 75                    | 14*         | 446,084 375   |               |
| 15**                           | 446,181 25                    | 15*         | 446,090 625   |               |
| 16**                           | 446,193 75                    | 16*         | 446,096 875   |               |
| -                              | -                             | 17          | 446,103 125   |               |
| -                              | -                             | 18          | 446,109 375   |               |
| -                              | -                             | 19          | 446,115 625   |               |
| -                              | -                             | 20          | 446,121 875   |               |
| -                              | -                             | 21          | 446,128 125   |               |
| -                              | -                             | 22          | 446,134 375   |               |
| -                              | -                             | 23          | 446,140 625   |               |
| -                              | -                             | 24          | 446,146 875   |               |
| -                              | -                             | 25          | 446,153 125   |               |
| -                              | -                             | 26          | 446,159 375   |               |
| -                              | -                             | 27          | 446,165 625   |               |
| -                              | -                             | 28          | 446,171 875   |               |
| -                              | -                             | 29          | 446,178 125   |               |
| -                              | -                             | 30          | 446,184 375   |               |
| -                              | -                             | 31          | 446,190 625   |               |
| -                              | -                             | 32          | 446,196 875   |               |

* nieuwe digitale kanalen in gebruik vanaf 1 januari 2018
** nieuwe analoge kanalen in gebruik vanaf 1 januari 2018

### aPMR446
De analoge versie van PMR446 maakt gebruik van NBFM op zestien analoge kanalen in de 446MHz-band, met een kanaalraster van 12,5 kHz. De technische specificaties zijn vastgelegd in de standaard EN 300 296-2. Hierin worden zestien kanalen aan analoog gemoduleerde PMR446 apparatuur toegewezen: De meeste toestellen worden nog gemoduleerd volgens de regels van voor 1 januari 2018, waarbij acht kanalen in gebruik waren. Deze stemmen overeen met de huidige kanalen één tot en met acht in het nieuwe stelsel.
Verder is het gebruik van CTCSS, DCS en Selcall toegestaan. Hiermee worden onderlinge storingen tussen verschillende gebruikers verminderd.
De analoge kanalen bevinden zich alle tussen 446,0 en 446,2 MHz.

### DMR446
De digitale versie van PMR446 maakt gebruik van TDMA (time division multiple access). Hiervoor wordt dezelfde band gebruikt van de analoge kanalen in de 446-MHz frequenties. 
Voor deze kanalen worden dezelfde frequenties gebruikt, maar dan digitaal. Toestellen de beschikken over DMR zijn volledig compatibel met de analoge toestellen. Ook hiervoor wordt gebruik gemaakt van een raster van 12,5 kHz.

### dPMR446
De spraak wordt bij digitale PMR omgezet naar een 4-level FSK-modulatie met een snelheid van 3,6 kbit/s. Voor digitale communicatie zijn twee standaarden vastgelegd.
Naast DMR446 zoals hierboven beschreven, is er een tweede. Deze maakt gebruik van FDMA, conform EN 301 166-2 met een kanaalraster van 6,25 kHz.
De kanalen van beide digitale modes bevinden zich in hetzelfde frequentiebereik tussen 446,0 en 446,2 MHz, waardoor het in principe mogelijk is dat gebruikers van de FDMA-mode en de TDMA-mode hinder van elkaar ondervinden. Vanaf 1 januari 2018 is het aantal kanalen uitgebreid van zestien naar 32.

## Geschiedenis
ETSI, opgericht door de CEPT, heeft op 23 november 1998 het gebruik van PMR446 vastgesteld in de richtlijnen ERC/DEC/(98)25, 26 en 27. In de meeste deelnemende landen is het gebruik voor zowel zakelijk als privégebruik vrij. Op 28 oktober 2005 werd de richtlijn ECC/DEC/(05)12 vastgesteld, die het gebruik van digitale modes vastlegde. In 2015 is een nieuwe richtlijn ECC (15)05 vastgesteld, waarin zowel analoge als digitale applicaties worden beschreven. Deze richtlijn vervangt sinds 3 januari 2016 de oude richtlijnen ERC/DEC/(98) 25 en ECC/DEC/(05)12. Op 3 juli 2015 is een overeenkomst bekomen om de frequenties te harmoniseren met bereik van 446,0-446,2 MHz voor zowel digitaal als analoog gebruik. Deze frequenties zijn vanaf 1 januari 2018 vastgelegd, en mogen vanaf 3 maart 2018 in gebruik worden genomen.